# Namsiguia (Tangaye)
Pour les articles homonymes, voir Namsiguia.
Namsiguia, également orthographié Namsiguiya, est une localité située dans le département de Tangaye de la province du Yatenga dans la région Nord au Burkina Faso.

## Géographie
Namsiguia se trouve à 6 km au nord de Tangaye, le chef-lieu du département, et à environ 15 km à l'ouest du centre de Ouahigouya. Le village se trouve à 8 km au sud de la route nationale 2.

## Économie
L'électrification rurale du village est faite en 2007 en même temps que la réhabilitation de la route reliant Ouahigouya-Bonsomnoré-Namsiguia sur 17 km, afin de permettre aux deux cents producteurs agricoles du bas-fond du barrage de retenue de Namsiguia d'exporter leurs marchandises (riz pluvial et coton principalement).

## Santé et éducation
Namsiguia accueille un centre de santé et de promotion sociale (CSPS) tandis que le centre hospitalier régional (CHR) se trouve à Ouahigouya.
Le village possède une école primaire publique, soutenue par l'association Beogo Neere d'Autun, ainsi qu'un collège d'enseignement général (CEG) de douze classes.